# キヌバリ
キヌバリ（絹張、学名：Pterogobius elapoides）は、スズキ目ハゼ科に分類されるハゼの一種。

## 分布
日本（北海道南部以南から九州）、朝鮮半島の沿岸の岩礁域に生息する。

## 形態
体長は15cm。体色は黄褐色で、6～7本の黒色の横帯があり、横帯の数は生息域によって異なる。左右の腹鰭は相合して吸盤となっている。舌の先端には欠刻がある。
DNAの解析により、近縁種である チャガラ（Pterogobius zonoleucus）の日本海側個体群からキヌバリの共通祖先が分岐し、次にそれらから太平洋側と日本海側のキヌバリが分岐したことが明らかとなっている。
毒はないが、普通は食用にしない。美しい模様を持つため観賞用に飼育される。

## 生態
幼魚は群れをつくるが、成魚は単独で行動する。ゴカイ類や甲殻類を食べる。

## 同属種
- ニシキハゼ P. virgo (Temminck and Schlegel, 1845)
- リュウグウハゼ P. zacalles Jordan and Snyder, 1901
- チャガラ P. zonoleucus Jordan and Snyder, 1901